# Pentachondra pumila
Pentachondra pumila är en ljungväxtart som först beskrevs av Forster och G. Forster, och fick sitt nu gällande namn av Robert Brown. Pentachondra pumila ingår i släktet Pentachondra och familjen ljungväxter. Inga underarter finns listade i Catalogue of Life.